# Norské dědické právo
Norské dědické právo (Tronfølgeloven av 1163) bylo poprvé představeno v roce 1163 během éry občanské války v Norsku.
Dědické právo bylo dohodou mezi Erlingem Skakkem a nidaroským arcibiskupem Eysteinem Erlendssonem. Erling Skakke byl ženatý s Kristin Sigurdsdatter, dcerou krále Sigurda I. Jorsalfara. Společně měli syna Magnuse Erlingssona, který byl považován za legitimního následníka trůnu, který po smrti krále Haakona II. zůstal prázdný. Arcibiskup Erlendsson souhlasil s podmínkami, za nichž Magnus zdědil norský trůn, výměnou za větší moc poskytovanou církvi. Magnus byl korunován v roce 1163 ve věku osmi let a současně byl přijat i dědický zákon. Magnus jako král musel slíbit, že bude poslouchat papeže. Církevní právo bylo uznáváno, stejně jako sekulární zákony. Erling převzal titul hraběte a protože Magnus byl nezletilý, držel veškerou skutečnou moc.
Podle dědického zákona by měl být pouze jeden král, zpravidla prvorozený syn. Pokud nejstarší syn nebyl způsobilý být králem, měla rada šedesáti zástupců vybrat dalšího z legitimních královských synů. Poté si mohli vybírat mezi dalšími z královských dědiců. Pokud by král neměl žádného vhodného dědice, mohla si rada zvolit kohokoli, o kom si mysleli, že bude „střežit Boží právo a zákony země“. Pokud se zástupci nemohli dohodnout, měli o volbě rozhodnout biskupové.
V roce 1302 byl zákon o nástupnictví pozměněn tak, aby dal ženám právo zdědit trůn a stanovil, že trůn nejprve přejde na linii vévodkyně Ingeborg a poté na linii princezny Agnes, aby se zajistilo, že trůn se vrátí linii nejstarší dcery Haakona V. Magnussona.